# Forma normale disgiuntiva
Nella logica booleana, una formula è in forma normale disgiuntiva o disgiunta (FND), indicata anche come DNF (acronimo di Disjunctive Normal Form) se è una disgiunzione di congiunzioni di letterali. Una formula in FND ha quindi la seguente struttura:
{\displaystyle \bigvee _{i=1}^{n}\left(\bigwedge _{k=1}^{m_{i}}L_{i,k}\right),}
dove:
- {\displaystyle n} è il numero di congiunzioni;
- {\displaystyle m_{i}} è il numero di letterali della congiunzione {\displaystyle i}-esima;
- {\displaystyle L_{i,k}} è il {\displaystyle k}-esimo letterale della {\displaystyle i}-esima congiunzione. Un letterale può essere una variabile booleana (cioè che può valere solo 0 o 1, vero o falso) o la negazione di una variabile.

## Esempi
Le seguenti formule sono in FND:
{\displaystyle (\neg A\wedge B)\vee (B\wedge C);}
{\displaystyle (A\wedge B)\vee (\neg B\wedge C\wedge \neg D)\vee (D\wedge \neg E);}
{\displaystyle (\neg B\wedge C);}
{\displaystyle (\neg B\wedge C)\vee A;}
{\displaystyle A\vee B.}
L'ultima formula ha due congiunzioni, entrambe con un solo letterale.
Da notare che formule come l'ultima, ossia del tipo {\displaystyle A_{1}\vee A_{2}\vee \ldots \vee A_{n}} (o similmente {\displaystyle A_{1}\wedge A_{2}\wedge \ldots \wedge A_{n}}) dove {\displaystyle A_{i}} sono letterali, sono da considerarsi simultaneamente DNF e CNF.